# Stazione di Kamogata
La stazione di Kamogata (鴨方駅?, Kamogata-eki) è una stazione ferroviaria situata nella città di Asakuchi, nella prefettura di Okayama in Giappone. Si trova sulla linea principale Sanyō.

## Linee e servizi
JR West
■ Linea principale Sanyō

## Caratteristiche
La stazione è dotata di un marciapiede a isola con 2 binari in superficie. La stazione supporta la bigliettazione elettronica ICOCA ed è dotata di tornelli automatici di accesso ai binari.
| 1 | ■ Linea principale Sanyō | per Kurashiki, Okayama e Banshū-Akō |
| 2 | ■ Linea principale Sanyō | per Fukuyama, Onomichi e Mihara     |

## Stazioni adiacenti
| «                      | Servizio               | »                      |
| Linea principale Sanyō | Linea principale Sanyō | Linea principale Sanyō |
| ---------------------- | ---------------------- | ---------------------- |
| Shin-Kurashiki         | Locale                 | Satoshō                |
| Konkō                  | Rapido Sunliner (1)    | Kasaoka                |

- 1: Solo la mattina in direzione Okayama, alcuni fermano anche a Satoshō